# Forum Popilii
Forum Popilii (łac. Foropopuliensis) – stolica nieistniejącej diecezji we Włoszech, sufragania archidiecezji Rawenna, współcześnie miasto Forlimpopoli w regionie Emilia-Romania. Obecnie katolickie biskupstwo tytularne. W latach 1980–1996 biskupem tytularnym foropopuleńskim był ówczesny biskup pomocniczy szczecińsko-kamieński Stanisław Stefanek TChr, a w latach 1997–2012 biskup pomocniczy poznański Marek Jędraszewski.

## Historia
Diecezja Forum Popilii powstała w IV wieku. Pierwszym znanym biskupem diecezji był Święty Rufil z Forum Popilii, mianowany przez papieża Sylwestra I, późniejszy patron miasta. Diecezja istniała do 1360, kiedy to miasto zostało zniszczone, a siedzibę biskupa przeniesiono do Bertinoro.

## Biskupi tytularni
| Lp. | Biskup                  | Funkcja                                 | Od                   | Do                   |
| --- | ----------------------- | --------------------------------------- | -------------------- | -------------------- |
| 1   | Benvenuto Matteucci     | administrator apostolski Pizy (Włochy)  | 15 sierpnia 1968     | 2 stycznia 1971      |
| 2   | John Snyder             | biskup pomocniczy Brooklynu (USA)       | 13 grudnia 1972      | 2 października 1979  |
| 3   | Stanisław Stefanek TChr | biskup pomocniczy szczecińsko-kamieński | 4 lipca 1980         | 26 października 1996 |
| 4   | Marek Jędraszewski      | biskup pomocniczy poznański             | 17 maja 1997         | 11 lipca 2012        |
| 5   | Robert Herman Flock     | biskup pomocniczy Cochabamba (Boliwia)  | 31 października 2012 | 4 listopada 2016     |
| 6   | Robert Fisher           | biskup pomocniczy Detroit (USA)         | 23 listopada 2016    |                      |